# Куйару
Ку́йару (ест. Kuiaru küla) — село в Естонії, у волості Торі повіту Пярнумаа.

## Населення
Чисельність населення на 31 грудня 2011 року становила 63 особи.

## Географія
Край села проходить автошлях 5 (Пярну — Раквере — Симеру).

## Пам'ятки природи
На північ від села розташовується природний заповідник Куйару (Kuiaru looduskaitseala).